# Circus of Dead Squirrels
Circus of Dead Squirrels – amerykański zespół założony w 2001 roku. Gra mieszankę death metalu i industrial metalu. Jego członkowie na koncertach zawsze noszą papierowe maski pozorowane na głowy wiewiórek. 

## Skład
Obecny:
- Pancho Ripchord (Matt Foran) - wokal programowanie
- Freddy Gruber (Matt Nodland) – gitara basowa
- Inspector Hatchet (Andrew Pond) – gitara elektryczna
- Johnny De Vil (John Sustar) – gitara elektryczna
- Chester McGruff (Rick Thomas) - syntezator
- Smokey The Ass Clown (Scott Beck) - syntezator
- Danny Goomba (Daniel Fox) - perkusja
- Ninja Turtle Liberace (Daniel Raphael) - gitara elektryczna programowanie

Byli członkowie:
- Von Boc (John Beleer) - gitara basowa, gitara elektryczna
- Omega (Craig Douglas) - perkusja
- Mr. Furious (Dennis Boehm) - syntezator
- Sir Inge (Derek Sendrak) - gitara elektryczna
- Hell Gibson (Neil Damato) - gitara elektryczna
- Bun Bun (Nick Tamiso) - perkusja
- J-Low (Jason Kelly) - gitara elektryczna

## Dyskografia
- Indoor Recess - 2004
- Outdoor Recess - 2005
- The Pop Culture, Masacre & End of the World - 2007
- Tpcm2: Judgement Day Remixing The Massacre - 2008
- Operation Satan - 2010
- TPCM2 Judgment Day: Revisiting the Massacre - 2014
- Optimistic Nihilist - 2022